# نايجل كارتر
نايجل كارتر (بالإنجليزية: Nigel Carter)‏ هو عالم بيئة بريطاني، ولد في 1 أبريل 1947.